# 세무조사
세무조사(稅務調査)는 어떠한 개인 또는 단체에 대해 전년도 세금 납부액 중 누락된 부분이 있는지를 파악하기 위해 조세당국이 진행하는 심층 조사이며, 주로 개인 또는 단체의 납세 신고 내용을 장부 등으로 확인하고 잘못된 부분이 있으면 시정을 요구하는 방식으로 이루어진다.
주로 탈세 혐의를 받고 있는 개인 또는 단체에 대해 세무 조사가 이루어지며, 이외에도 정기적으로 단순 무작위 추출법을 통해 조사 대상을 결정하여 세무조사를 실시한다.

## 같이 보기
- 세금
- 대한민국의 세무조사